# Goniopora tenuidens
Goniopora tenuidens is een rifkoralensoort uit de familie van de Poritidae. De wetenschappelijke naam van de soort is voor het eerst geldig gepubliceerd door Quelch.